# Asterix e i Goti
Asterix e i Goti (Astérix et les Goths) è il terzo albo della serie a fumetti Asterix, creata da René Goscinny (sceneggiatura) e Albert Uderzo (disegni). La sua prima edizione in volume in lingua originale risale al 1963. Questa è la prima storia in cui Asterix e Obelix lasciano la Gallia, e il primo degli innumerevoli viaggi che i due affronteranno nel corso delle loro successive avventure.

## Trama
Il druido Panoramix si reca ad una riunione nella foresta dei Carnuti, nella quale viene eletto il miglior Druido dell'anno. Asterix e Obelix, decidono di accompagnarlo per sicurezza. Alla fine avendo ragione a preoccuparsi, Panoramix vince il concorso, ma viene rapito da una banda di Goti che, interessati alla sua pozione magica che dona una forza sovrumana, lo portano nel loro paese per chiedergli il segreto della sua magia.
Asterix e Obelix accorrono in suo aiuto, riuscendo infine, dopo tanti inconvenienti, a recuperare il loro druido dalle prigioni di Teleferico, capo dei Goti. Prima di andarsene, gli astuti Galli riescono anche a stabilire il caos nel regno dei goti, distribuendo la bevanda magica a varie persone scontente sotto il governo di Teleferico e ribellandosi . Nel caos che ne segue i tre possono fare tranquillamente ritorno al loro villaggio, certi che i Goti saranno troppo occupati a risolvere le loro liti.

## Storia editoriale
In Francia la storia fu serializzata inizialmente all'interno della rivista Pilote in cui apparve a puntate dal numero 82 (18 maggio 1961) al 122 (22 febbraio 1962); in seguito è stata pubblicata in albo cartonato nel 1963 dall'editore Dargaud. Successivamente l'albo venne ristampato dalla casa editrice Hachette Livre, che nel dicembre 2008 acquisì da Uderzo e da Anna Goscinny (figlia dello scomparso René) tutti i diritti sulle pubblicazioni di Asterix.

### Edizioni estere

#### Italia
In Italia l'albo è edito, come gli altri della serie, da Mondadori; la prima edizione italiana risale al maggio 1969 per la traduzione di Luciana Marconcini. La Mondadori ha ristampato l'albo più volte nel corso degli anni, le edizioni più recenti vedono la traduzione di Luciana Marconcini; l'ultima edizione, condotta su quella francese di Hachette Livre, è della fine del 2011 e rispetto alle precedenti presenta, pur mantenendo invariata la traduzione, una copertina diversa, un nuovo lettering e una colorazione rinnovata; è inoltre caratterizzata dall'avere la sagoma di Asterix stampata in rosso sulla costa. Nel 1978 è stata pubblicata dalla Mondadori una versione tascabile in bianco e nero dell'albo, nella collana Oscar Mondadori. Inoltre, la storia è stata pubblicata a puntate anche all'interno della rivista Il Giornalino (Edizioni San Paolo), nella quale fece la sua prima apparizione nel 1975 venendovi poi ristampata periodicamente; nel 1998 è stata anche pubblicata in albo come supplemento speciale della rivista. Tali edizioni sono basate su quella Mondadori e presentano la stessa traduzione di Luciana Marconcini. Un'ulteriore edizione italiana dell'albo è stata quella pubblicata da Fabbri/Dargaud, datata aprile 1982. Anche questa era basata sull'edizione Mondadori, e presenta il medesimo titolo e la medesima traduzione.

### In altre lingue
Il titolo originale dell'albo, Astérix et les Goths, è stato tradotto come segue in alcune delle principali lingue in cui il fumetto è edito; vengono inoltre indicate la casa editrice e l'anno di prima pubblicazione:
- catalano:  Astèrix i els Gots - Salvat editores,  Spagna, (prima edizione Mas Ivars Editores, 1978)
- ceco: Asterix A Gótové - Egmont ČR,  Rep. Ceca, 1993
- coreano: 아스데릭스, 고트족 국경을 넘다 (Asteriks, gotüjog guggyeong-ül neomda ) - Moonhak-kwa-Jisung-Sa,  Corea del Sud, 2002
- danese: Asterix og Goterne - Asterix og trylledrikken - Egmont Serieforlaget A/S,  Danimarca, 1973
- finlandese: Asterix ja gootit - Egmont Kustanus Oy,  Finlandia, 1970
- inglese: Asterix and the Goths - Orion,  Regno Unito, 1974
- latino: Asterix apud Gothos - Egmont Ehapa Verlag,  Germania, 1976
- olandese: Asterix en de Gothen - Hachette Livre,  Paesi Bassi (prima edizione Dargaud, 1968)
- portoghese: Astérix e os Godos - Edições ASA,  Portogallo, 1973
- spagnolo: Asterix y los Godos - Salvat editores,  Spagna, 1973 (prima edizione Molino, 1966)
- svedese: Asterix och Goterna - Egmont Kärnan AB,  Svezia, 1973
- tedesco: Asterix und die Goten - Egmont Ehapa Verlag,  Germania, 1970

## Caratterizzazione dei personaggi

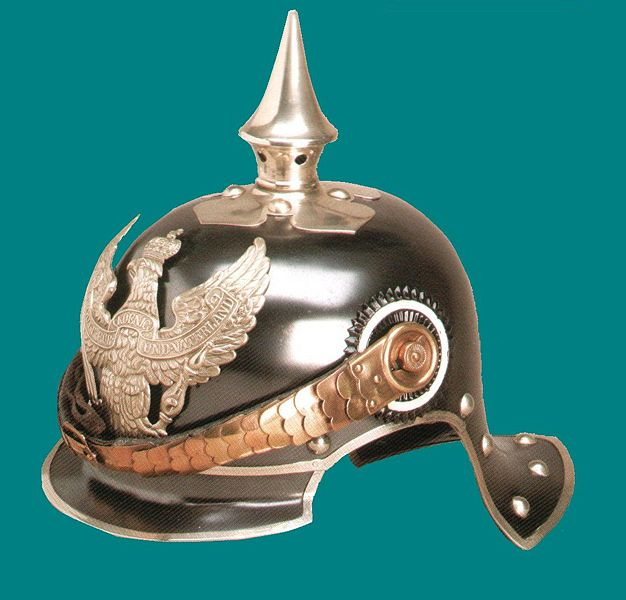
Un pickelhaube tedesco

I Goti vengono rappresentati come una caricatura dei tedeschi moderni, sebbene la loro caratteristica distintiva sia una selvaggia ferocia e un esasperato militarismo che possono richiamare alla Germania della prima e seconda guerra mondiale piuttosto che a quella attuale. L'albo fu realizzato nel 1961, quando il ricordo dell'occupazione nazista in Francia era ancora piuttosto vivido: è stato infatti notato come i Goti siano probabilmente l'unico popolo presente nell'intera serie di Asterix a essere rappresentato con una caratterizzazione espressamente negativa e malvagia; gli stessi Romani, antagonisti per antonomasia nel fumetto, sono comunque posti sotto una luce più ironica e comunque simpatica. Lo stesso Uderzo espresse, in interviste successive, il suo dispiacere per questo fatto; in successive sporadiche apparizioni i Goti vennero rappresentati più bonariamente e sotto un profilo più umoristico, come ad esempio in Asterix e il duello dei capi o in Asterix legionario. Fra le gag ricorrenti dell'albo, vi è l'accorgimento grafico di rappresentare il linguaggio gotico - incomprensibile ai protagonisti - usando la grafia gotica; i nomi gotici inoltre finiscono tutti in -ric (ossia in -rico, nella traduzione italiana), per similitudine con il nome del condottiero ostrogoto Teodorico il Grande, così come i nomi gallici terminano in -ix giocando sul nome latino di Vercingetorige (Vercingetorix). Per sottolineare il loro atteggiamento marziale, inoltre, tutti i goti portano un elmetto appuntito (Pickelhaube), come quelli in uso nella Prussia e nella Germania del XIX secolo. Nella tavola in cui Asterix, Obelix e Panoramix si recano nell'arena per l'esecuzione si può notare che il vessillo che è appeso al posto del capo dei goti è di colore rosso con un cerchio bianco e un'aquila bicipite nera, simboli che richiamano alla Germania della prima guerra mondiale e della seconda guerra mondiale.

## Anacronismi
Fra i molti voluti anacronismi comici presenti in questo come in altri albi, possono essere segnalate le patate fritte che il druido Settantasix toglie dall'olio bollente senza sentire dolore, grazie a una pozione di sua invenzione: le patate erano sconosciute in Europa all'epoca.
Alla tavola 23 la truppa gotica canta sull'aria di La marche des jeunes, un canto patriottico della Francia di Petain, mentre Obelix risponde con un verso del canto d'osteria Boir un petit coup. Alla tavola 33 l'accenno a Rivedere Lutezia fa  il verso alla famosa Revoir Paris di Charles Trenet.